# Zéotropique
Alors que les fluides purs changent d'état (vapeur/liquide), (liquide/vapeur) à des pressions et des températures constantes, les fluides zéotropiques  — qui sont généralement des mélanges de deux ou trois fluides frigorigènes purs — ont, lors des phases de changement d'état une variation de température au niveau du cycle frigorifique. 
Cette variation de température aura pour conséquence une diminution de la pression de condensation et de la pression d'évaporation. Cette variation de température a tout de même des avantages pour des installations utilisant des échangeurs à eau — batterie à eau glacée, récupération de chaleur sur l'eau au condenseur. 
En effet, les écarts de température entre l'eau et le fluide frigorigène seront moins variables dans les échangeurs ce qui aura comme bénéfice l'amélioration du coefficient de performance de l'installation frigorifique. 
Ils ont également l'avantage de pouvoir produire du froid à plusieurs niveaux de températures avec un seul compresseur.